# 友谊水库 (蒙溪河)
友谊水库是中国四川省巴中市平昌县南风乡境内的一座水库，位于渠江水系巴河支流蒙溪河上，建于1985年。水库正常库容为640万立方米，集雨面积为12平方千米，海拔为497.17米。